# Calycera leucanthema
Calycera leucanthema är en calyceraväxtart som först beskrevs av Eduard Friedrich Poeppig, och fick sitt nu gällande namn av Carl Ernst Otto Kuntze. Calycera leucanthema ingår i släktet Calycera och familjen calyceraväxter. Inga underarter finns listade i Catalogue of Life.